# Réaction posturale
 (novembre 2021).
Une réaction posturale est une réponse du corps qui implique des contractions musculaires volontaires ou involontaires afin de maintenir une posture pouvant s’adapter aux caractéristiques de l’environnement.

## Description
Les contractions musculaires sont dirigées par les voies vestibulo-spinales médianes et latérales. Les principaux rôles des réactions posturales sont de conserver le centre de gravité au-dessus de la base de sustentation, d’aligner le corps et la tête, de maintenir la tête droite  et de stabiliser le champ visuel.
Le développement des réactions posturales dépend de l’acquisition préalable des réflexes primitifs et selon une séquence prévisible suivante chez l’enfant : décubitus ventral, décubitus dorsale, position assise, à quatre pattes et, par la suite, station de debout. L’émergence des différentes réactions posturale se chevauche. Ceci implique que lorsqu’une réaction est maitrisée dans une position, le développement des réactions dans la position suivante est déjà amorcé; l’une étant préalable à l’autre.

## Typologie
Les réactions posturales diffèrent selon deux types de mécanisme : 
1. les mécanismes d’anticipation qui se définissent par la prévision de l’organisation de la posture en utilisant des patrons moteurs préprogrammés de la stabilité (contraction musculaire en préparation à un mouvement)
2. les réponses compensatoires qui se définissent comme des corrections de la posture à la suite d'une information sensorielle provenant de la perturbation de la posture. Les réponses compensatoires sont regroupées en trois catégories de réaction.

- Les réactions de redressement sont utilisées pour conserver l’alignement de la tête avec le corps ainsi que l’alignement du haut du corps avec le bas du corps. Cette catégorie de réactions comprend les réactions de neck on body, body on body et body on head, tête sur corps, corps sur corps, et corps sur tête. Les réactions de redressement apparaissent dans la première année de vie de l’enfant, soit avant les deux réactions posturales suivantes[2].

- Les réactions d’équilibre sont caractérisées par des mouvements qui maintiennent l’équilibre lorsque le centre de gravité de l’enfant est perturbé. Elles se manifestent par des mouvements du tronc,  et des membres supérieurs et des membres inférieurs dans la direction opposée au sens du déplacement induit afin de rétablir le centre de gravité et de ramener le corps à la verticale[1]. Les réactions d’équilibre se développent dans les deux premières années de vie chez l’enfant et se peaufine jusqu’à l’âge de 12 ans.

- Les réactions de protection sont présentes pour protéger la personne d’une chute et se reconnaissent par une extension des membres dans la direction de la chute en réponse à des déplacements précipités. La séquence de développement se fait comme suit : réaction de protection vers l’avant, en latérale et vers l’arrière. Leur apparition se fait principalement dans la première année de vie, notamment lors de l’acquisition de la position assise indépendante (vers 6-8 mois)[4]